# Anatole Litvak
Anatole Litvak (Oekraïens: Анатоль Литвак), geboren Anatoli Michailovitsj Litvak (Oekraïens: Анатолій Михайлович Литвак)  (Kiev, Oekraïne, 10 mei 1902 - Neuilly-sur-Seine, 15 december 1974) was een van oorsprong Oekraïense filmregisseur, producent en scenarioschrijver. In 1936 werd hij Amerikaans staatsburger. Hij schreef, produceerde en nam films op in verschillende talen en landen. In 1955 was hij lid van de jury van het filmfestival van Cannes. Hij heeft een ster gekregen op de Hollywood Walk of Fame op 6635 Hollywood Blvd.
Litvak was een groot Amerikaans filmmaker. Hij werkte in uiteenlopende genres, zoals drama, romantiek, detectivefilms, thrillers en oorlogsdocumentaires. Zijn loopbaan begon in Petrograd en Leningrad in het Russische Rijk. In 1925 verruilde hij de Sovjet-Unie voor Duitsland, en in 1933 trok hij van Duitsland naar Frankrijk en Engeland alwaar hij werkte tot hij in 1937 vertrok naar Hollywood. Tijdens de Tweede Wereldoorlog maakte hij meerdere documentaires samen met Frank Capra.
In 1940 ontving All This, and Heaven Too een Oscarnominatie, en in 1948 werd Litvak genomineerd voor de prijs voor beste regisseur voor The Snake Pit zowel bij de Oscars als bij de Directors Guild of America Award. Decision Before Dawn werd in 1951 genomineerd voor de Oscar voor de beste film en hij als regisseur voor de "Directors Guild of America Awards".
Litvak was twee keer getrouwd, de eerste keer werd hij de derde man van de Amerikaanse actrice Miriam Hopkins. Hun huwelijk duurde vanaf 4 september 1937 tot de scheiding op 11 oktober 1939. Daarna huwde hij de kostuumdesigner Sophie Steur, met wie hij ook in sommige van zijn films werkte. Hun huwelijk hield stand tot aan zijn dood in 1974.

## Biografie
Mikhail Anatol Litwak werd geboren uit Joodse ouders in de stad Kiev in het Russische Rijk. In Petrograd behaalde hij in 1921 een diploma voor zijn studie filosofie aan de universiteit voordat hij doorging met een opleiding tot acteur en theaterregisseur in dezelfde stad. In 1923 begon hij te werken als setdecorator en assistent-regisseur voor de Nordkino Studios. In de loop van twee jaar werkte hij aan meerdere korte films, regisseerde hij zijn eerste film, Tatiana, en redigeerde hij Die freudlose Gasse van Georg Wilhelm Pabst. Litvak vertrok in 1925 naar Berlijn in Duitsland, waar hij werkte als (assisterend) regisseur. In 1930 ging hij voor de UFA werken, en gedurende zijn achtjarig verblijf in Duitsland werkte hij aan meerdere films, waaronder de operette Dolly Macht Karriere (1931) met Dolly Haas, Nie Wieder Liebe (1932), en Das Lied Einer Nacht (1933).
Toen Hitler in 1933 rijkskanselier werd in Duitsland, en zodoende de nazi's aan de macht kwamen, werd Litvak door zijn Joodse afkomst gedwongen om naar Frankrijk te emigreren. Zijn films waren commercieel, en in Parijs regisseerde hij vier films, waaronder het historische drama Mayerling met onder andere Charles Boyer en Danielle Darrieux. Door deze films werd hij door grote Amerikaanse studio's ontdekt, en in 1937 vertrok hij naar de VS na getekend te hebben bij RKO. Na een jaar bij RKO stapte hij over naar Warner Bros. In Hollywood werkte hij met grote sterren als Errol Flynn, James Cagney en Henry Fonda. Hij maakte vooral misdaadfilms en romantische drama's zoals Confessions of a Nazi Spy, Castle on the Hudson en The Sisters. Tovarich, een verfilming van een Broadwayhit waarin Claudette Colbert en Charles Boyer de hoofdrollen hadden, baande de weg voor de verdere carrière van Litvak. In 1938 regisseerde hij het melodrama The Sisters, waarin onder meer Bette Davis een rol had. Hij werkte opnieuw met Davis en Boyer in 1940 bij de film All This, and Heaven Too. Deze film is een dramatisch liefdesverhaal tussen een gouvernante en een baron. Wederom werd het een commercieel succes, en het gaf Litvak de mogelijkheid om This Above All op te nemen. Deze film is een patriottisch liefdesverhaal met Tyrone Power en Joan Fontaine in de hoofdrollen.
Nadat de VS bij de Tweede Wereldoorlog betrokken was geraakt, diende hij in de United States Army waar hij samen met Frank Capra aan een serie oorlogsdocumentaires (Why We Fight) werkte. Hij was betrokken bij de regie van The Nazis Strike en Divide and Conquer (1942) en The Battle of China (1943). Vanwege zijn meertaligheid, hij sprak Russisch, Duits en Frans, had hij een sleutelrol als de leider van de fotografiedivisie die de landing van de Amerikaanse troepen vastlegde tijdens de D-Daylanding in Normandië (Operatie Overlord).
Toen de oorlog eindigde ging Litvak weer films maken, en hield hij zich bezig met de film noir. Tot in het midden van de jaren 1950 verbleef hij in Hollywood waar hij niet alleen de film noir The Long Night (1947) en de film noir  Sorry, Wrong Number (1948) regisseerde maar ook het drama The Snake Pit (1948). In die film vertolkte Olivia de Havilland de hoofdrol van een jonge vrouw die ten onrechte in een Amerikaans psychiatrisch ziekenhuis werd opgenomen en daar te kampen had met sadistische verplegers die haar behandelden met elektrische schokken. Deze film leverde een nominatie op voor de prijs voor beste regisseur bij de Oscars.
Litvak werkte veelvuldig op Europese locaties, vooral tijdens de laatste helft van de jaren 1950. Het oorlogsdrama Decision Before Dawn (1951) raakte in feite bekend om het gebruik van Duitse locaties. Gedurende de jaren 1950 maakte hij nog meerdere drama's, onder deze is in het bijzonder het historisch drama over het Rusland van de tsaar noemenswaardig: Anastasia (1956) met Ingrid Bergman, Yul Brynner en Helen Hayes in de hoofdrollen. Deze film werd opgenomen in Parijs, en is een fictief verhaal over het mysterie rond de grootvorstin Anastasia Nikolajevna van Rusland. De film werd een groot commercieel succes.
Onder de beste films aan het einde van zijn carrière vallen The Night of the Generals (1967) en zijn laatste film, The Lady in the Car with Glasses and a Gun (1970), een psychologische thriller die op de roman La Dame dans l'auto avec des lunettes et un fusil van Sebastien Japrisot gebaseerd was. The Night of the Generals was een spannend misdaaddrama met interessante historische en psychologische lijnen en is waarschijnlijk een van zijn beste films uit deze periode.

## Prijzen en nominaties
- 1940: All This, and Heaven Too – nominatie Oscar voor beste film.
- 1948: The Snake Pit – nominatie Oscar voor beste regie.
- 1948: The Snake Pit – nominatie Oscar voor beste film.
- 1951: Decision Before Dawn – nominatie Oscar voor beste film.
- 1961: Goodbye Again – nominatie voor Gouden Palm.

## Filmografie
- 1930: Dolly macht Karriere
- 1931: Nie wieder Liebe
- 1932: Cœur de lilas
- 1932: Das Lied einer Nacht
- 1932: Tell Me Tonight
- 1932: La Chanson d'une nuit
- 1933: Sleeping Car
- 1933: Cette vieille canaille
- 1935: L'Équipage
- 1936: Mayerling
- 1937: The Woman I Love
- 1937: Tovarich
- 1938: The Amazing Dr. Clitterhouse
- 1938: The Sisters
- 1939: Confessions of a Nazi Spy
- 1940: Castle on the Hudson
- 1940: All This, and Heaven Too
- 1940: City for Conquest
- 1941: Out of the Fog
- 1941: Blues in the Night
- 1942: This Above All
- 1947: The Long Night
- 1948: Sorry, Wrong Number
- 1948: The Snake Pit
- 1951: Decision Before Dawn
- 1953: Act of Love
- 1955: The Deep Blue Sea
- 1956: Anastasia
- 1959: The Journey
- 1961: Goodbye Again
- 1962: Five Miles to Midnight
- 1967: The Night of the Generals
- 1970: The Lady in the Car with Glasses and a Gun

- Bibsys: 90956616
- Biblioteca Nacional de España: XX1296852
- Bibliothèque nationale de France: cb138967157 (data)
- Gemeinsame Normdatei: 140959327
- International Standard Name Identifier: 0000 0000 7970 3999
- Library of Congress Control Number: n86075577
- Nationale Bibliotheek van Israël: 987007349787205171
- Nationale Bibliotheek van Polen: a0000002395490
- Nederlandse Thesaurus van Auteursnamen: 140566414
- Istituto Centrale per il Catalogo Unico: RAVV088527
- SNAC: w6hx34sw
- Système universitaire de documentation: 156876000
- Virtual International Authority File: 10033797
- WorldCat: E39PBJqVVbfJfGkRXQBcGyd4v3

Dolly macht Karriere (1930) · Nie wieder Liebe (1931) · Cœur de lilas (1932) · Das Lied einer Nacht (1932) · Tell Me Tonight (1932) · La Chanson d'une nuit (1932) · Sleeping Car (1933) · Cette vieille canaille (1933) · L'Équipage (1935) · Mayerling (1936) · The Woman I Love (1937) · Tovarich (1937) · The Amazing Dr. Clitterhouse (1928) · The Sisters (1938) · Confessions of a Nazi Spy (1939) · Castle on the Hudson (1940) · All This, and Heaven Too (1940) · City for Conquest (1940) · Out of the Fog (1941) · Blues in the Night (1941) · This Above All (1942) · The Long Night (1947) · Sorry, Wrong Number (1948) · The Snake Pit (1948) · Decision Before Dawn (1951) · Act of Love (1953) · The Deep Blue Sea (1955) · Anastasia (1956) · The Journey (1959) · Goodbye Again (1961) · Five Miles to Midnight (1962) · The Night of the Generals (1967) · The Lady in the Car with Glasses and a Gun (1970)